# Dilong (dinozaur)
Dilong (Dilong paradoxus) – dinozaur z nadrodziny tyranozauroidów. Jego nazwa oznacza "cesarskiego paradoksalnego smoka".
Żył w okresie wczesnej kredy (ok. 130 mln lat temu) na terenach Azji. Długość ciała 1,6 m, wysokość 70 cm, masa ok. 30 kg. Jego szczątki znaleziono w Chinach (prowincja Liaoning).
Był to dinozaur o małych rozmiarach jak na tyranozaura, lecz miał typowe cechy tyranozauroidów, między innymi: duże szczęki w porównaniu z resztą ciała, silny długi ogon, dwa rozwinięte palce (choć pozostał jeszcze jeden szczątkowy). Był pokryty prapiórami, co pozwalało mu utrzymać ciepło podczas chłodnych poranków i zimnych nocy. Prawdopodobnie polował małymi grupami na psitakozaury czy małe terizinozaury. Miał silnie rozwinięte mięśnie szyi (typowa cecha tyranozaurów), które pomagały przy większym zacisku szczęk. Odnalezione szczątki tego dinozaura składały się z: kręgów, czaszki, obojczyka, żeber, miednicy, kości kończyn dolnych i górnych oraz stopy. Dilong miał lekką budowę i mocne kości kończyn dolnych, co świadczy o szybkości tego dinozaura. Jego odkrycie ogłoszono światu 6 października 2004 r. Stał się najsłynniejszym symbolem prowincji Liaoning.